# Собор Української православної церкви (Московського патріархату)
Собор УПЦ МП («всеукраїнський церковний собор») — керівний орган влади в УПЦ МП (РПЦвУ), який діє в межах канонів організації та статуту про управління організацією. Іноді такі собори називаються помісними.

## Склад і функції
Собор скликається предстоятелем РПЦвУ. коли виникає потреба у складі архієреїв, кліриків, чернецтва і мирян. Головою Собору є Митрополит Київський і всієї України (за версією Москви). Процедура обрання делегатів визначається синодом. Собор ухвалює порядок денний, програму, регламент; обирає Президію (в архієрейському сані), Секретаріат та інші робочі органи.
Обов'язки собору:
- збереження «чистоти і неушкодженості» православного віровчення і норм християнської моралі;
- збереження «канонічної єдності» УПЦ МП, а також її канонічної єдності з РПЦ та з усіма помісними православними церквами;
- нагляд за втіленням у життя рішень Помісних соборів Російської православної церкви, Соборів Української православної церкви Московського патріархату та ухвалених ними статутів;
- вирішення принципових богословських, канонічних, богослужбових та пастирських питань, які стосуються життя Української православної церкви.

Собор ухвалює Статут про управління УПЦ МП, а також вносить до нього доповнення та зміни. Собор утворює Київську митрополію УПЦ МП патріархату та ухвалює Статут Київської митрополії організації, а також вносить до нього доповнення та зміни.

## Собори
УПЦ МП з моменту отримання статусу формально самоврядної церкви провела такі помісні собори:
1. Собор 25-27 листопада 1990
2. Собор 1-3 листопада 1991
3. Собор 26 червня 1992
4. Ювілейний собор 8 липня 2011
5. Собор 27 травня 2022 року